# Медовичка тиморська
Медови́чка тиморська (Myzomela vulnerata) — вид горобцеподібних птахів родини медолюбових (Meliphagidae). Ендемік Тимору.

## Поширення і екологія
Тиморські медовички живуть у вологих рівнинних тропічних лісах і чагарникових заростях, в садах і на плантаціях. Зустрічаються на висоті до 1200 м над рівнем моря.